# Córdoba (moeda)
Córdoba ou, na sua forma portuguesa, córdova (código ISO 4217: NIO) é a moeda nacional da Nicarágua.